# Sigrid Horn

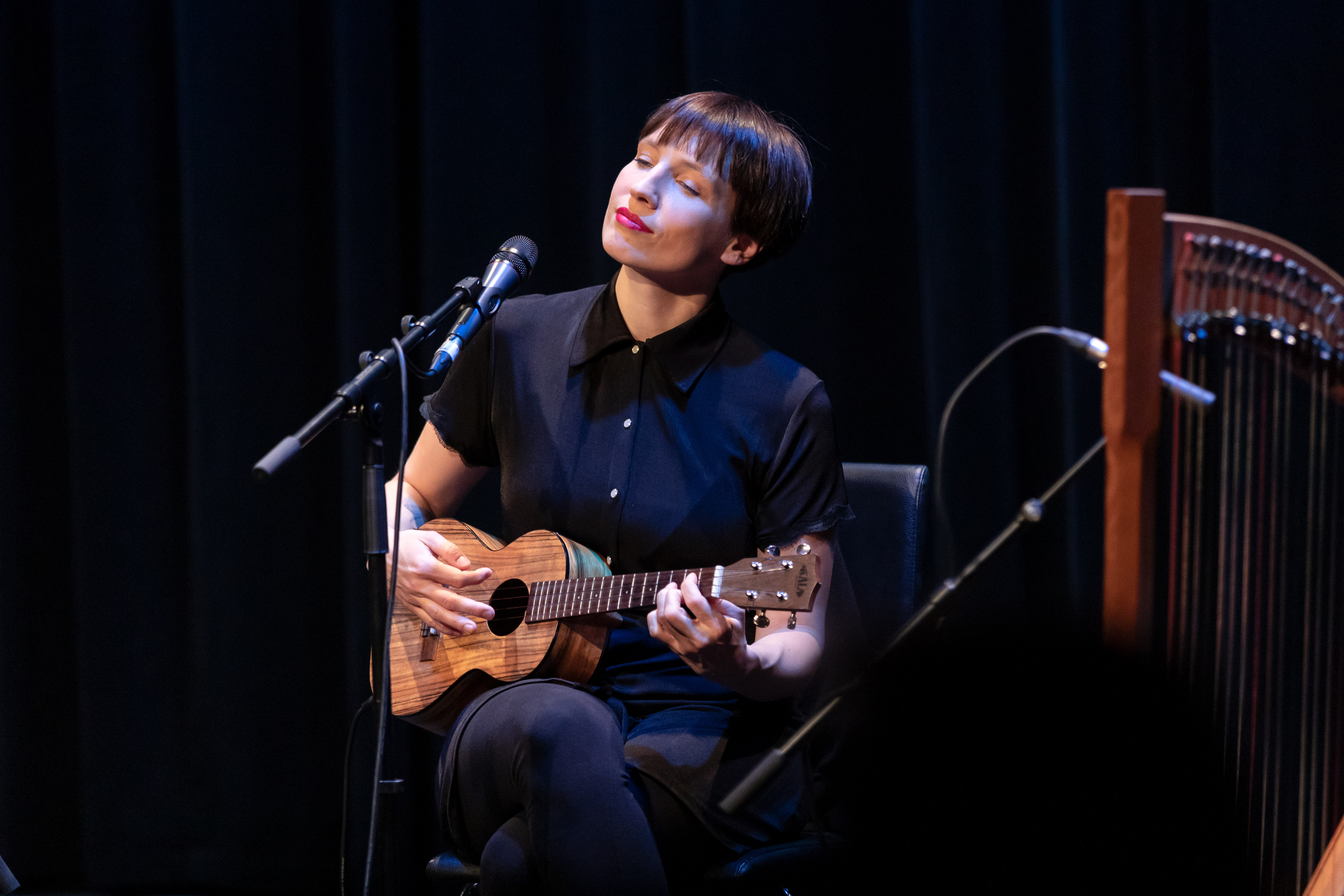
Sigrid Horn (2022)

Sigrid Horn (* 1990 in Neuhofen an der Ybbs) ist eine österreichische Liedermacherin.

## Leben und Karriere
Horn wuchs im Mostviertel auf. Zu ihren frühen musikalischen Einflüssen gehören unter anderem Violeta Parra und Victor Jara, die sie durch ihren Vater, einen in Chile aufgewachsenen Bildhauer, kennenlernte. In Wien studierte sie Klavier, Gesang und Spanisch. Sie spielt Ukulele, Klavier und Saxophon. 

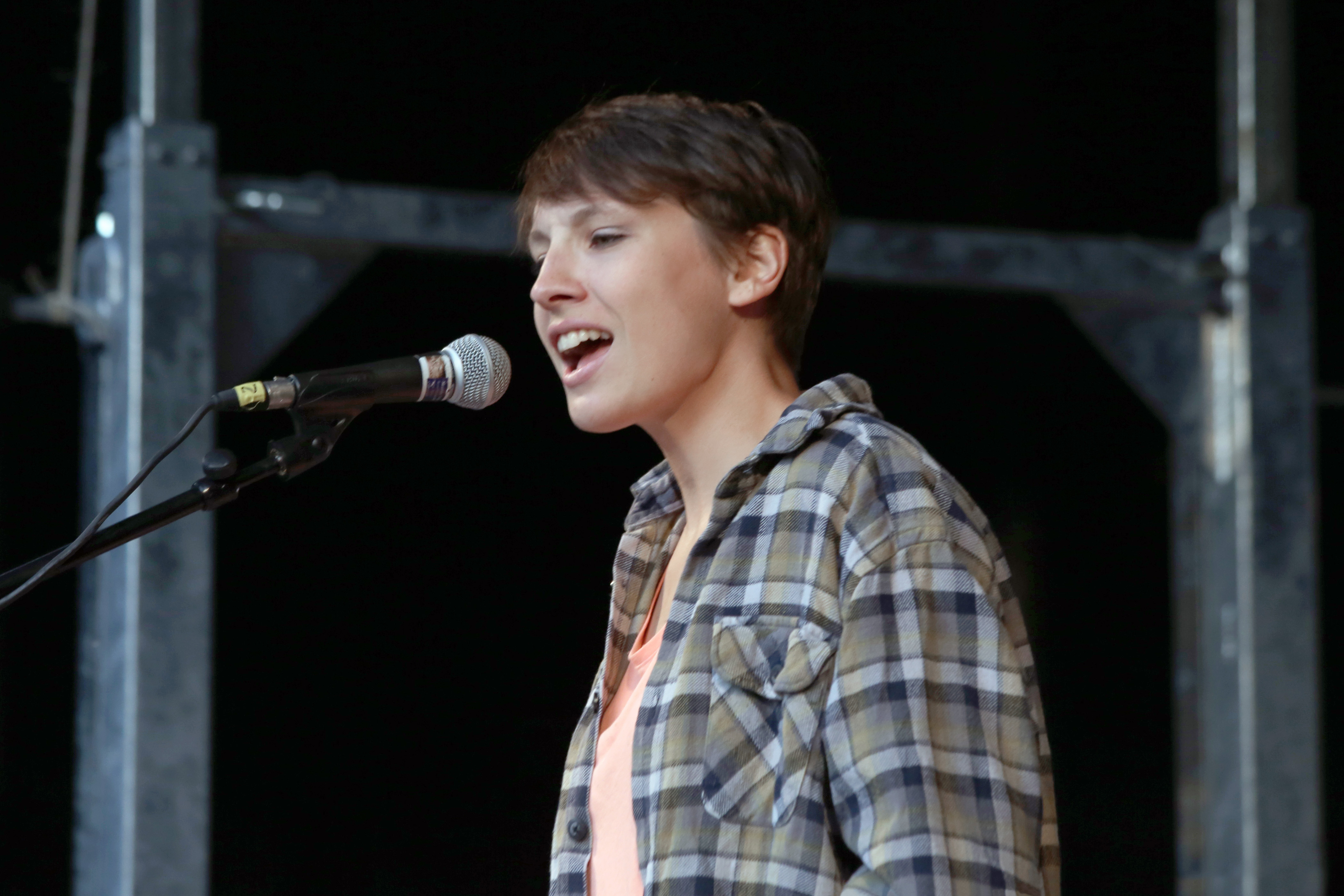
Sigrid Horn alias Giga Ritsch, Auftritt mit Yasmo MC (2014)

Als Sängerin tritt sie seit ihrem 16. Lebensjahr auf. Um das Jahr 2007 entstand das Quartett wosisig (Mostviertler Dialekt für „was ich sehe“) zusammen mit Bernhard Affengruber, Stefanie Kropfreiter und Philipp Gollonitsch, das nach Teilnahmen 2007 und 2008 im Jahr 2012 den dritten Platz beim FM4–Protestsongcontest erreichte und 2013 den achten. Dort entstand der Kontakt zu Mieze Medusa und Yasmo und so für einige Zeit die Hinwendung zum Spoken-Word-Bereich mit Hip-Hop und Poetry Slams unter dem Pseudonym Giga Ritsch. Auf Yasmos Album Kein Platz für Zweifel (2013) war sie als Giga Ritsch an mehreren Tracks beteiligt.
Bei dem erst kurz zuvor gegründeten Plattenlabel bader molden recordings erschien 2018 mit sog i bin weg das erste Album ihrer Dialektmusik unter eigenem Namen. Den Mostviertler Dialekt schätzt sie, wie sie erklärt, weil sich ihr damit beim Singen „mehr Möglichkeiten bei den Vokalen und Konsonanten bieten“ als im Standarddeutsch, das „sorgt für einen anderen Stimmsitz, für andere Vokalfärbungen“. Die Themen ihrer Lieder spannen den Bogen von sehr persönlichen Erfahrungen bis hin zu gesellschaftskritischen und feministischen Inhalten. Bei ihren Konzerten tritt sie sowohl solo, als auch im Duo oder im Trio mit Sarah Metzler (Harfe und Stimme) und Bernhard Scheiblauer (Concertina, Ukulele und Stimme) auf.
Mit ihrem Lied baun, in dem sie gegen die zunehmende Zersiedelung der österreichischen Landschaft protestiert, gewann sie 2019 den FM4-Protestsongcontest. Solo oder auch als Gastsängerin der Band Dritte Hand stand sie unter anderem bei Donnerstagsdemonstrationen, auch in Amstetten und St. Pölten, auf der Bühne.
Im Frühjahr 2020 erschien ihr zweites Album I bleib do. Kurz vor dem Lockdown aufgrund der COVID-19-Pandemie, der weitere Live-Konzerte ab Mitte März 2020 vorerst verhinderte, präsentierte sie das neue Programm im Rahmen des dem „Neuen Wienerlied“ gewidmeten Festivals Ganz Wien in der Elbphilharmonie Hamburg und im Wiener Rabenhof Theater. 2023 präsentierte sie mit Nest ihr drittes Album, auf dem sie von einem Streichquartett begleitet wird.
Sigrid Horn lebt seit ihrer Studienzeit in Wien.

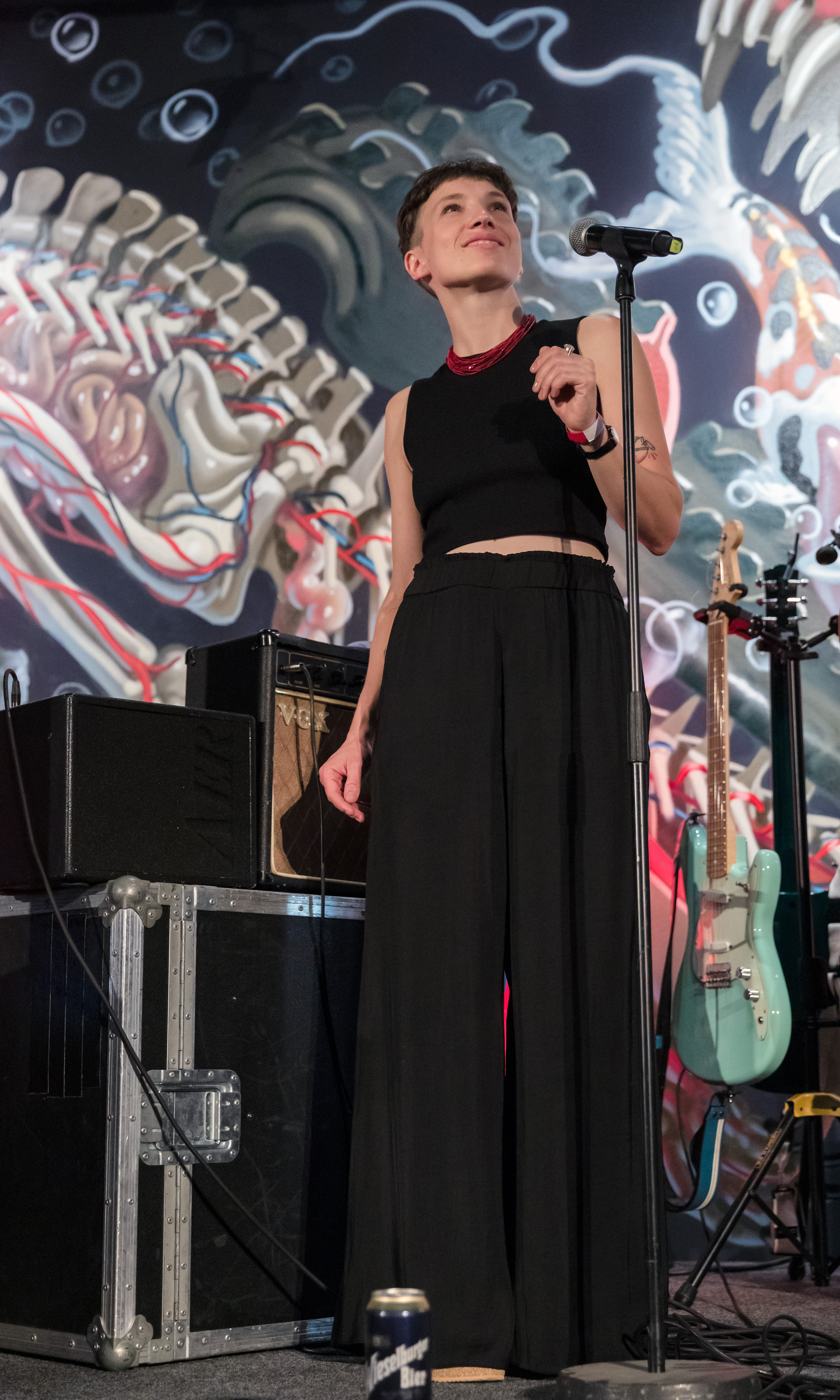
Sigrid Horn (2019)

## Auszeichnungen
- 2019: 1. Platz beim FM4–Protestsongcontest mit dem Song baun[7]
- 2019: The New Austrian Sound of Music (NASOM) Förderpreis für 2020/21 des österreichischen Außenministeriums[12]

## Diskografie
Alben
- 2013: wosisig: Wödscheim. Nonfoodfactory
- 2018: sog i bin weg. Bader Molden Recordings
- 2020: i bleib do. Bader Molden Recordings[13][14]
- 2023: Nest. Bader Molden Recordings